# Daniel Merriweather
Daniel Paul Merriweather (født 17. februar 1982 i Melbourne, Australien) er en australsk R&B singer-songwriter. Efter flere succesfulde samarbejder med kunstnere som Mark Ronson udsendte han i juni 2009 sit debutalbum, Love And War. Albummet blev nr. 2 på den offcielle engelske albumhitliste.
Som teenager droppede han ud af high school for at satse på sin musik. Han debuterede i 2003 på Mark Ronsons album Here Comes the Fuzz og igen på Version, der kom i 2007. Han har desuden turneret med Kanye West i Australien og været opvarmning for Justin Timberlake og Biz Markie. Han har desuden optrådt på flere festivaler.